# Футала Лев
Футала Лев Васильович (псевдо:«Лагідний»; нар. 23 січня 1922, с. Береги, Самбірський район, Львівська область — пом. 21 грудня 2007, м. Йонкерс, штат Нью-Йорк, США) — український військовик, поручник УПА, лицар Бронзового хреста бойової заслуги УПА та Золотого хреста бойової заслуги УПА 1 класу.

## Життєпис

Перша група УПА, яка прибула до Німеччини 11 вересня 1947 р. В першому ряді по середині — Лев Футала-Лагідний.

Члени РЧ УПА (сидять зліва направо): Михайло Дуда «Громенко»‚ член управи табору Ді-Пі Володимир Кліш, Петро Миколенко «Байда»; (стоять зліва направо) Володимир Хомин-Чарський «Беркут», Модест Ріпецький «Горислав», Петро Гнатюк «Дорош»‚ Богдан Яньо-Крук «Мельодія», Лев Футала «Лагідний». Регенсбург‚ 1947 р.

Лев Футала народився 23 січня 1922 року в селі Береги тепер Самбірського району. Сім'я Лева Футала — дружина Галина, двоє синів — Богдана та Мирослав.
Освіта – незакінчена вища: закінчив Дрогобицьку гімназію (1942) та студіював ветеринарію у м. Львові. 
Член ОУН із 1939 р. В УПА з липня 1944 р. Стрілець сотні УПА «Ударник-4» (12.1944-06.1945), політвиховник (06.1945-12.1946), а відтак заступник командира (12.1946-09.1947) сотні УПА «Ударник-2» куреня «Перемиський» ТВ 26 «Лемко» ВО-6 «Сян». Учасник пропагандивного рейду УПА до Західної Німеччини (06.-09.1947). 
У 1949 р. емігрував до США. Голова Товариства Вояків УПА ім. ген.-хор. Романа Шухевича – «Тараса Чупринки» в США, Голова Світового Братства Вояків УПА (1983-12.2007), Голова Видавничого комітету «Літопису УПА» (07.2004-12.2007). Похований на упівській секції цвинтаря Св. Духа у м. Гемптонбурґ, штат Нью-Йорк (США). Булавний-виховник (1.01.1946), поручник (1.07.1949) УПА.

## Нагороди
- Згідно з Наказом Крайового військового штабу УПА-Захід ч. 18 від 1.03.1946 р. булавний УПА, політвиховник сотні УПА «Ударник-2» Лев Футала – «Лагідний» нагороджений Бронзовим хрестом бойової заслуги УПА.
- Згідно з Постановою УГВР від 8.02.1946 р. і Наказом Головного військового штабу УПА ч. 1/46 від 15.02.1946 р. булавний УПА, політвиховник сотні УПА «Ударник-2» Лев Футала – «Лагідний» нагороджений Золотим хрестом бойової заслуги УПА 1 класу.

## Вшанування пам'яті
- 23.09.2018 р. від імені Координаційної ради з вшанування пам’яті нагороджених Лицарів ОУН і УПА у м. Нью-Йорк (США) Бронзовий хрест бойової заслуги УПА (№ 073) та Золотий хрест бойової заслуги УПА 1 класу (№ 027) передані Богдану Футалі, синові Лева Футали – «Лагідного».